# Southern Cross (1962)
Southern Cross es el mayor Ketch de acero construido en Escocia en 1962 por Yarrow & Co. y diseñado por McPherson Campbell . El Ketch fue un tipo de velero popular entre los cruceros de larga distancia sobre todo en el norte de Europa.

## Historia
El Southern Cross es el mayor Ketch de acero construido en Escocia en 1962 por Yarrow & Co.y diseñado por McPherson Campbell . El Ketch fue un tipo de velero popular entre los cruceros de larga distancia sobre todo en el norte de Europa que permitía navegar con todo tipo de climatología y a cualquier profundidad. Este velero de lujo fue construido a petición de la familia Real Británica, con materiales y diseños exclusivos. 
En el 1962 fue elegido entre 86 yates en el Lloyd's Register como "Yacht of the Year” “Yate del año” por su mejor diseño y construcción. 
Dispone de 5 camarotes dobles con baño completo equipados con televisor y aire acondicionado 
Tras su restauración, ofrece la posibilidad de descubrir el Mediterráneo, sus rincones y secretos disfrutando del mar, del sol y de bonitas vistas de la ciudad de Barcelona. 
El Southern Cross tiene su base en el Real Club Náutico de Barcelona,un club con más de 130 años de historia y punto de referencia clave en el mundo de la náutica mediterránea. 

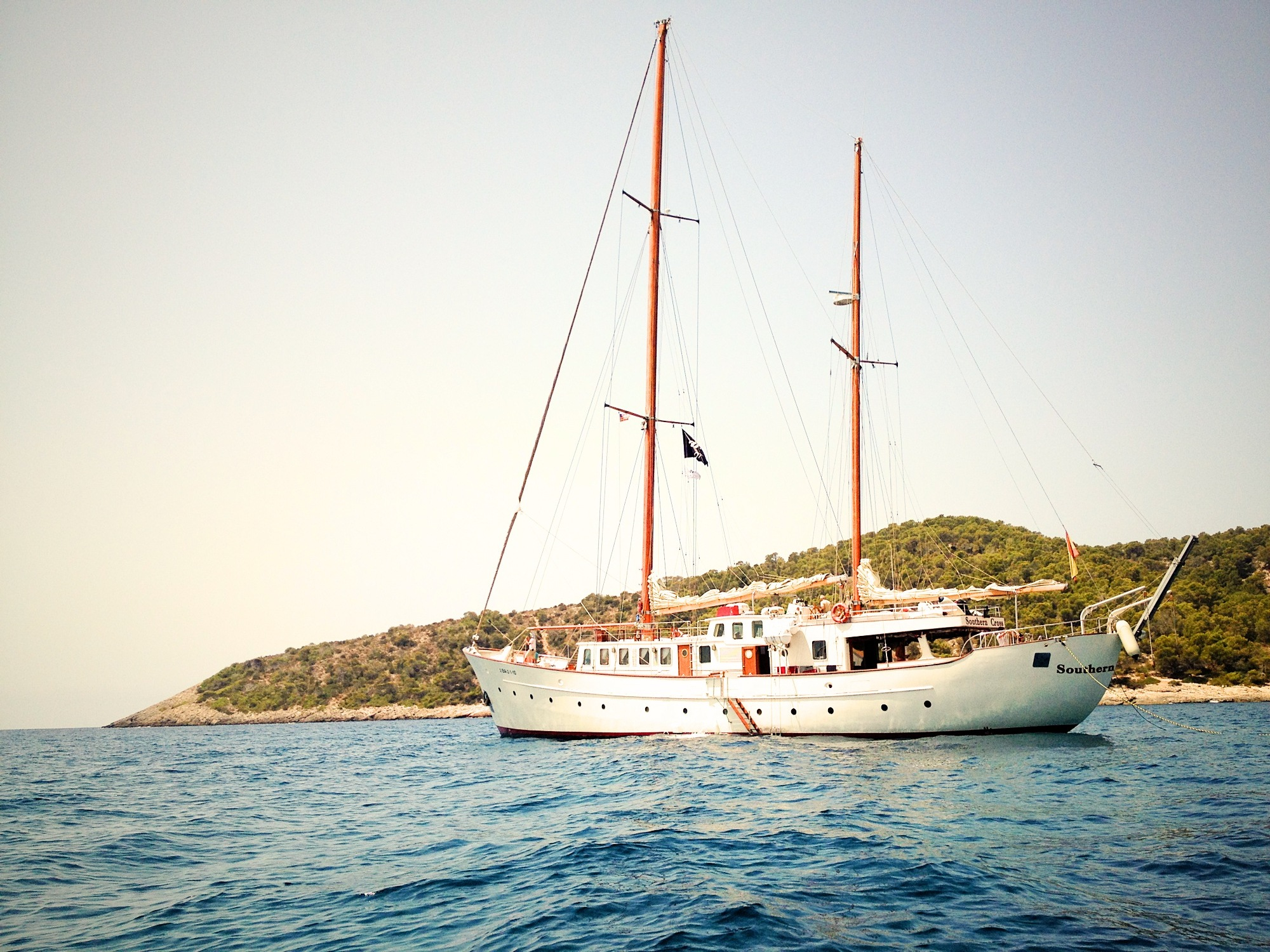
Southern Cross- Exterior

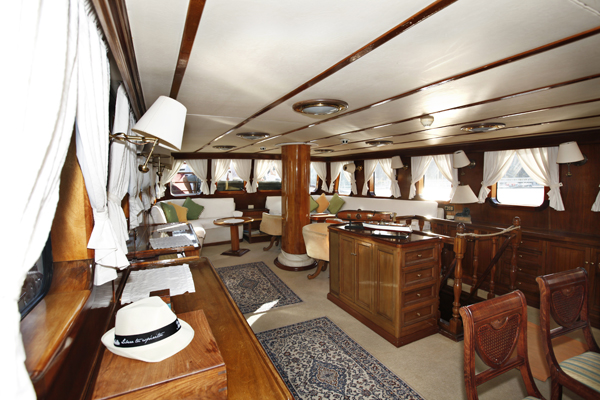
Southern Cross- Interior

## Características Específicas del Southern Cross
| Puerto Base              | Real Club Náutico de Barcelona                               |
| Otros puertos            | Barcelona, Ibiza, Ibiza Nueva, Palma de Mallorca, Mahón      |
| Eslora                   | 33.4 m. 109.6 Feet                                           |
| Calado                   | 4.33m/14.2ft.                                                |
| Manga                    | 7.1m/23.3ft.                                                 |
| Tipo                     | Motovelero desplazamiento pesado 208 Toneladas               |
| Velocidad de crucero     | 10 nudos / 2500 millas                                       |
| Capacidad de combustible | 17000 L.                                                     |
| Capacidad de agua        | 10000 L.                                                     |
| Camarotes                | 5 camarotes dobles con baño completo, televisión, centralita |
| Capacidad Alojamiento    | 10 pax+ tripulación                                          |